# Vadym Shevchenko
Vadym Shevchenko (Baku; RSS de Azerbaiyán; 12 de agosto de 1956 – 18 de abril de 2023) fue un futbolista y árbitro de fútbol ucraniano nacido en Azerbaiyán que jugó en la posición de guardameta.

## Carrera

### Jugador
| Periodo   | Club                  |
| --------- | --------------------- |
| 1977      | FC Polissya Zhytomyr  |
| 1978      | FC Kryvbas Kryvyi Rih |
| 1979      | FC CSKA Kyiv          |
| 1980–1981 | FC Avanhard Rivne     |
| 1981      | FC CSKA Kyiv          |
| 1982      | FC Pakhtakor Tashkent |
| 1983      | FC Nyva Bereshany     |

### Árbitro
Fue árbitro de la Primera Liga Soviética en 1991 y tras la disolución de la Unión Soviética pasó a dirigir partidos de la Liga Premier de Ucrania de 1992 a 2003. Obtuvo el gafete internacional FIFA en 1993 donde dirigió el partido entre Islas Feroe y Rumania el 8 de septiembre de 1993 por la clasificación de UEFA para la Copa Mundial de Fútbol de 1994.